# 歐努瓦爾河
46°4′37.13″N 6°58′24.73″E / 46.0769806°N 6.9735361°E

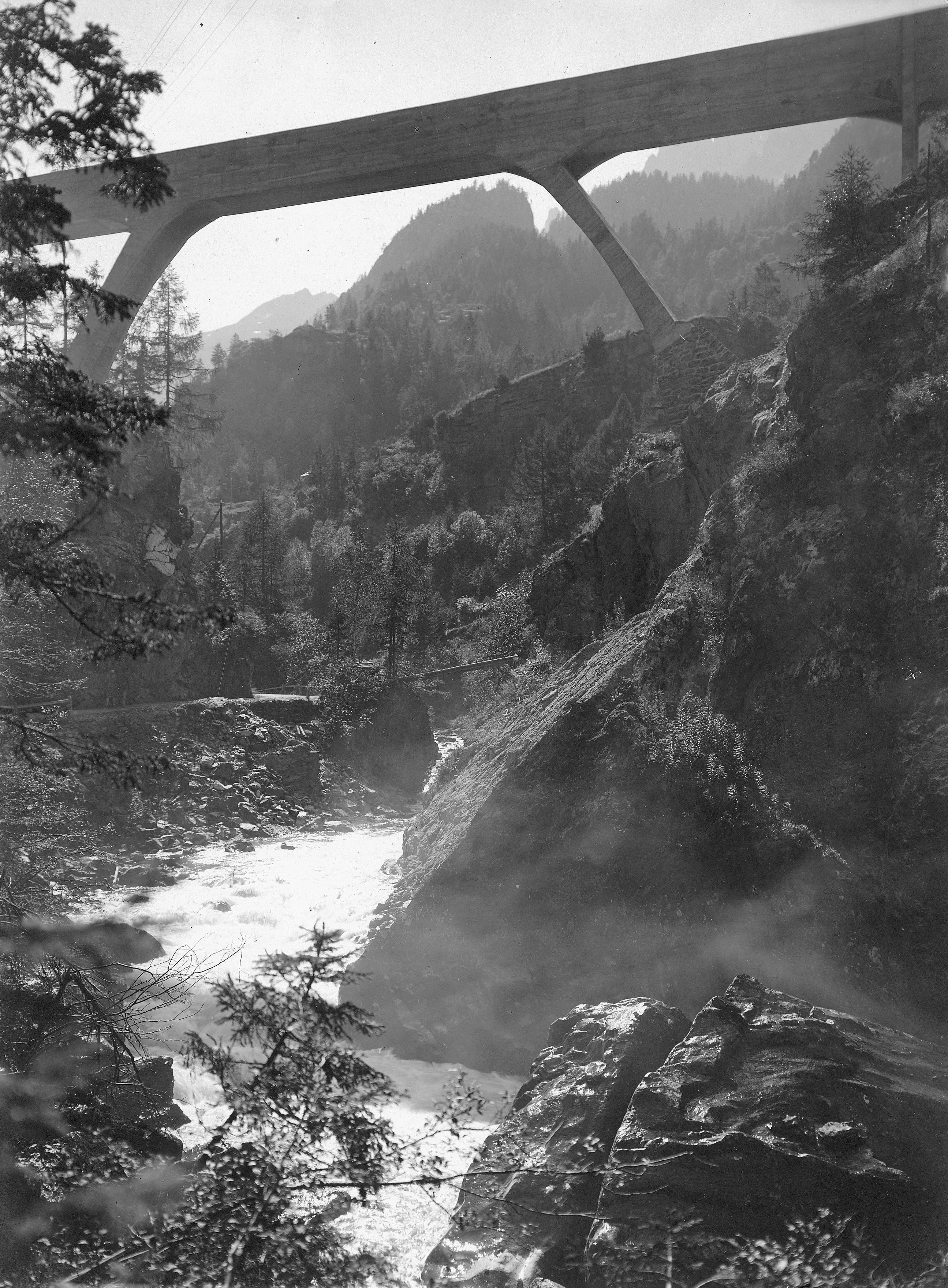

歐努瓦爾河是中歐的河流，流經瑞士和法國，屬於特里昂河的支流，河道全長13公里，流域面積54平方公里，發源自瓦洛西訥，河口處在芬豪特附近。